# Drino meridionalis
Drino meridionalis är en tvåvingeart som först beskrevs av Townsend 1917.  Drino meridionalis ingår i släktet Drino och familjen parasitflugor. Inga underarter finns listade i Catalogue of Life.